# Olympische Winterspiele 2022/Shorttrack
Bei den XXIV. Olympischen Winterspielen 2022 in Peking wurden neun Wettkämpfe im Shorttrack ausgetragen. Neben jeweils drei Einzelwettkämpfen und einem Staffelwettkampf pro Geschlecht, war erstmals eine Mixed-Staffel Teil des olympischen Programms. Austragungsort war das Hauptstadt-Hallenstadion.

## Bilanz

### Medaillenspiegel
| Platz  | Land        | Gold | Silber | Bronze | Gesamt |
| ------ | ----------- | ---- | ------ | ------ | ------ |
| 1      | Südkorea    | 2    | 3      | –      | 5      |
| 2      | China       | 2    | 1      | 1      | 4      |
| 2      | Niederlande | 2    | 1      | 1      | 4      |
| 4      | Italien     | 1    | 2      | 1      | 4      |
| 5      | Kanada      | 1    | 1      | 2      | 4      |
| 6      | Ungarn      | 1    | –      | 2      | 3      |
| 7      | ROC         | –    | 1      | 1      | 2      |
| 8      | Belgien     | –    | –      | 1      | 1      |
| Gesamt | Gesamt      | 9    | 9      | 9      | 27     |

### Medaillengewinner
Männer
| Disziplin      | Gold                                                                                | Silber                                                                          | Bronze                                                               |
| -------------- | ----------------------------------------------------------------------------------- | ------------------------------------------------------------------------------- | -------------------------------------------------------------------- |
| 500 m          | Shaoang Liu (HUN)                                                                   | Konstantin Iwlijew (ROC)                                                        | Steven Dubois (CAN)                                                  |
| 1000 m         | Ren Ziwei (CHN)                                                                     | Li Wenlong (CHN)                                                                | Shaoang Liu (HUN)                                                    |
| 1500 m         | Hwang Dae-heon (KOR)                                                                | Steven Dubois (CAN)                                                             | Semjon Jelistratow (ROC)                                             |
| 5000 m Staffel | KanadaCharles Hamelin Steven Dubois Jordan Pierre-Gilles Pascal Dion Maxime Laoun 1 | SüdkoreaLee June-seo Hwang Dae-heon Kwak Yoon-gy Park Jang-hyuk Kim Dong-wook 1 | ItalienPietro Sighel Yuri Confortola Tommaso Dotti Andrea Cassinelli |

Frauen
| Disziplin      | Gold                                                                         | Silber                                                   | Bronze                                                           |
| -------------- | ---------------------------------------------------------------------------- | -------------------------------------------------------- | ---------------------------------------------------------------- |
| 500 m          | Arianna Fontana (ITA)                                                        | Suzanne Schulting (NED)                                  | Kim Boutin (CAN)                                                 |
| 1000 m         | Suzanne Schulting (NED)                                                      | Choi Min-jeong (KOR)                                     | Hanne Desmet (BEL)                                               |
| 1500 m         | Choi Min-jeong (KOR)                                                         | Arianna Fontana (ITA)                                    | Suzanne Schulting (NED)                                          |
| 3000 m Staffel | NiederlandeSuzanne Schulting Selma Poutsma Xandra Velzeboer Yara van Kerkhof | SüdkoreaSeo Whi-min Choi Min-jeong Kim A-lang Lee Yu-bin | ChinaQu Chunyu Fan Kexin Zhang Yuting Zhang Chutong Han Yutong 1 |

Mixed
| Disziplin      | Gold                                                        | Silber | Bronze                                                                                 |
| -------------- | ----------------------------------------------------------- | --- | -------------------------------------------------------------------------------------- |
| 2000 m Staffel | ChinaQu Chunyu Fan Kexin Wu Dajing Ren Ziwei Zhang Yuting 1 | ItalienArianna Fontana Martina Valcepina Pietro Sighel Andrea Cassinelli Arianna Valcepina 1 Yuri Confortola 1 | UngarnPetra Jászapáti Zsófia Kónya Shaoang Liu Shaolin Sándor Liu John-Henry Krueger 1 |

## Qualifikation
| Nation             | Männer | Männer | Männer | Männer  | Frauen | Frauen | Frauen | Frauen  | Mixed   | Athleten        |
| Nation             | 500 m  | 1000 m | 1500 m | Staffel | 500 m  | 1000 m | 1500 m | Staffel | Staffel | Athleten        |
| ------------------ | ------ | ------ | ------ | ------- | ------ | ------ | ------ | ------- | ------- | --------------- |
| Australien         | 1      | 1      |        |         |        |        |        |         |         | 1               |
| Belgien            | 1      | 1      | 1      |         | 1      | 1      | 1      |         |         | 2               |
| China              | 3      | 3      | 3      | X       | 3      | 3      | 3      | X       | X       | 10              |
| Deutschland        |        |        |        |         |        |        | 1      |         |         | 1               |
| Frankreich         | 2      | 2      | 2      |         | 2      | 2      | 2      |         | X       | 4               |
| Großbritannien     |        | 2      | 1      |         | 1      | 1      | 1      |         |         | 3               |
| Hongkong           | 1      |        |        |         |        |        |        |         |         | 1               |
| Israel             | 1      | 1      | 1      |         |        |        |        |         |         | 1               |
| Italien            | 2      | 2      | 3      | X       | 3      | 2      | 3      | X       | X       | 10              |
| Japan              | 2      | 2      | 3      | X       | 1      | 3      | 3      |         | X       | 7               |
| Kanada             | 3      | 2      | 3      | X       | 3      | 3      | 3      | X       | X       | 10              |
| Kasachstan         | 3      | 1      | 2      |         |        | 1      | 1      |         | X       | 5               |
| Kroatien           |        |        |        |         | 1      |        | 1      |         |         | 1               |
| Lettland           | 1      | 1      | 2      |         |        |        |        |         |         | 2               |
| Niederlande        | 3      | 3      | 3      | X       | 3      | 3      | 3      | X       | X       | 10              |
| Polen              |        |        | 1      |         | 3      | 2      | 2      | X       | X       | 6               |
| ROC                | 2      | 2      | 3      | X       | 3      | 3      | 3      | X       | X       | 10              |
| Südkorea           | 2      | 3      | 3      | X       | 2      | 3      | 3      | X       | X       | 10              |
| Tschechien         |        |        |        |         | 1      |        | 1      |         |         | 1               |
| Türkei             |        | 1      |        |         |        |        |        |         |         | 1               |
| Ukraine            | 1      |        |        |         |        |        | 1      |         |         | 2               |
| Ungarn             | 3      | 3      | 3      | X       | 2      | 2      | 2      |         | X       | 7               |
| Vereinigte Staaten | 1      | 2      | 2      |         | 3      | 3      | 2      | X       | X       | 7               |
| Gesamt: 23 NOKs    | 32     | 32     | 36     | 8       | 32     | 32     | 36     | 8       | 12      | 112 · (58 /54 ) |

## Zeitplan
| Wettbewerbe      | Februar | Februar | Februar | Februar | Februar | Februar | Februar | Februar | Februar | Februar | Februar | Februar |
| Frauen           | 5.      | 6.      | 7.      | 8.      | 9.      | 10.     | 11.     | 12.     | 13.     | 14.     | 15.     | 16.     |
| ---------------- | ------- | ------- | ------- | ------- | ------- | ------- | ------- | ------- | ------- | ------- | ------- | ------- |
| 500 m            |         |         |         |         |         |         |         |         |         |         |         |         |
| 1000 m           |         |         |         |         |         |         |         |         |         |         |         |         |
| 1500 m           |         |         |         |         |         |         |         |         |         |         |         |         |
| 3000 m Staffel   |         |         |         |         |         |         |         |         |         |         |         |         |
| Männer           | 5.      | 6.      | 7.      | 8.      | 9.      | 10.     | 11.     | 12.     | 13.     | 14.     | 15.     | 16.     |
| 500 m            |         |         |         |         |         |         |         |         |         |         |         |         |
| 1000 m           |         |         |         |         |         |         |         |         |         |         |         |         |
| 1500 m           |         |         |         |         |         |         |         |         |         |         |         |         |
| 5000 m Staffel   |         |         |         |         |         |         |         |         |         |         |         |         |
| Mixed-Mannschaft | 5.      | 6.      | 7.      | 8.      | 9.      | 10.     | 11.     | 12.     | 13.     | 14.     | 15.     | 16.     |
| 2000 m Staffel   |         |         |         |         |         |         |         |         |         |         |         |         |

## Ergebnisse

### Männer

#### 500 m
| Platz | Land | Athlet             | Zeit (s) |
| ----- | ---- | ------------------ | -------- |
| 1     | HUN  | Shaoang Liu        | 40,338   |
| 2     | ROC  | Konstantin Iwlijew | 40,431   |
| 3     | CAN  | Steven Dubois      | 40,669   |
| 4     | KAZ  | Absal Äschghalijew | 40,869   |
| 5     | ITA  | Pietro Sighel      | DNF      |
| 6     | CHN  | Wu Dajing          | 41,157   |
| 7     | ROC  | Pawel Sitnikow     | 41,217   |
| 8     | KAZ  | Denis Nikischa     | 41,329   |

Datum: 11. und 13. Februar 2022

#### 1000 m
| Platz | Land | Athlet             | Zeit (min) |
| ----- | ---- | ------------------ | ---------- |
| 1     | CHN  | Ren Ziwei          | 1:26,768   |
| 2     | CHN  | Li Wenlong         | 1:29,917   |
| 3     | HUN  | Shaoang Liu        | 1:35,693   |
| 4     | CHN  | Wu Dajing          | 1:42,937   |
| 5     | NED  | Itzhak de Laat     | 1:35,925   |
| 6     | TUR  | Furkan Akar        | 1:36,052   |
| 7     | USA  | Andrew Heo         | 1:36,140   |
|       | HUN  | Shaolin Sándor Liu | DSQ        |

Datum: 5. und 7. Februar 2022

#### 1500 m
| Platz | Land | Athlet             | Zeit     |
| ----- | ---- | ------------------ | -------- |
| 1     | KOR  | Hwang Dae-heon     | 2:09,219 |
| 2     | CAN  | Steven Dubois      | 2:09,254 |
| 3     | ROC  | Semjon Jelistratow | 2:09,267 |
| 4     | HUN  | Shaoang Liu        | 2:09,409 |
| 5     | KOR  | Lee June-seo       | 2:09,622 |
| 6     | HUN  | Shaolin Sándor Liu | 2:09,953 |
| 7     | KOR  | Park Jang-hyuk     | 2:10,176 |
| 8     | KAZ  | Ädil Ghaliachmetow | 2:11,584 |

Datum: 9. Februar 2022, 21:19 Uhr

Olympiasieger 2018:  Lim Hyo-jun

Weltmeister 2021:  Charles Hamelin

#### 5000 m Staffel
| Platz | Land | Athleten                                                                      | Zeit (min) |
| ----- | ---- | ----------------------------------------------------------------------------- | ---------- |
| 1     | CAN  | Charles Hamelin Steven Dubois Jordan Pierre-Gilles Pascal Dion Maxime Laoun 1 | 6:41,257   |
| 2     | KOR  | Lee June-seo Hwang Dae-heon Kwak Yoon-gy Park Jang-hyuk Kim Dong-wook 1       | 6:41,679   |
| 3     | ITA  | Pietro Sighel Yuri Confortola Tommaso Dotti Andrea Cassinelli                 | 6:43,431   |
| 4     | ROC  | Semjon Jelistratow Konstantin Iwlijew Pawel Sitnikow Denis Airapetjan         | 6:43,440   |
| 5     | CHN  | Wu Dajing Ren Ziwei Sun Long Li Wenlong                                       | 6:51,654   |
| 6     | HUN  | Shaoang Liu Shaolin Sándor Liu John-Henry Krueger Bence Nógrádi               | 6:39,713   |
| 7     | NED  | Itzhak de Laat Sjinkie Knegt Sven Roes Jens van ’t Wout                       | 6:39,780   |
| 8     | JPN  | Kazuki Yoshinaga Shōgo Miyata Kota Kikuchi Katsunori Koike                    | 6:40,545   |

Datum: 11. und 15. Februar 2022

### Frauen

#### 500 m
| Platz | Land | Athletin          | Zeit (s) |
| ----- | ---- | ----------------- | -------- |
| 1     | ITA  | Arianna Fontana   | 42,488   |
| 2     | NED  | Suzanne Schulting | 42,559   |
| 3     | CAN  | Kim Boutin        | 42,724   |
| 4     | CHN  | Zhang Yuting      | 42,803   |
| 5     | BEL  | Hanne Desmet      | 42,941   |
| 6     | ROC  | Jelena Serjogina  | 42,972   |
| 7     | HUN  | Petra Jászapáti   | 43,004   |
| 8     | CAN  | Alyson Charles    | 43,273   |

Datum: 5. und 7. Februar 2022

#### 1000 m
| Platz | Land | Athletin          | Zeit (min) |
| ----- | ---- | ----------------- | ---------- |
| 1     | NED  | Suzanne Schulting | 1:28,391   |
| 2     | KOR  | Choi Min-jeong    | 1:28,443   |
| 3     | BEL  | Hanne Desmet      | 1:28,928   |
| 4     | USA  | Kristen Santos    | 1:42,745   |
| 5     | NED  | Xandra Velzeboer  | 1:29,668   |
| 6     | KOR  | Lee Yu-bin        | 1:29,739   |
| 7     | USA  | Corinne Stoddard  | 1:29,845   |
| 8     | HUN  | Petra Jászapáti   | 1:30,249   |

Datum: 9. und 11. Februar 2022

#### 1500 m
| Platz | Land | Athletin          | Zeit (min) |
| ----- | ---- | ----------------- | ---------- |
| 1     | KOR  | Choi Min-jeong    | 2:17,789   |
| 2     | ITA  | Arianna Fontana   | 2:17,862   |
| 3     | NED  | Suzanne Schulting | 2:17,865   |
| 4     | BEL  | Hanne Desmet      | 2:18,711   |
| 5     | NED  | Xandra Velzeboer  | 2:18,781   |
| 6     | KOR  | Lee Yu-bin        | 2:18,825   |
| 7     | CHN  | Han Yutong        | 2:19,060   |
| 8     | JPN  | Sumire Kikuchi    | 2:37,915   |

Datum: 16. Februar 2022

#### 3000 m Staffel
| Platz | Land | Athletinnen                                                                | Zeit          |
| ----- | ---- | -------------------------------------------------------------------------- | ------------- |
| 1     | NED  | Suzanne Schulting Selma Poutsma Xandra Velzeboer Yara van Kerkhof          | 4:03,409 (OR) |
| 2     | KOR  | Seo Whi-min Choi Min-jeong Kim A-lang Lee Yu-bin                           | 4:03,627      |
| 3     | CHN  | Qu Chunyu Fan Kexin Zhang Yuting Zhang Chutong Han Yutong 1                | 4:03,863      |
| 4     | CAN  | Courtney Sarault Florence Brunelle Kim Boutin Alyson Charles               | 4:04,329      |
| 5     | ITA  | Arianna Fontana Martina Valcepina Arianna Sighel Arianna Valcepina         | 4:09,688      |
| 6     | POL  | Nikola Mazur Natalia Maliszewska Kamila Stormowska Patrycja Maliszewska    | 4:10,210      |
|       | ROC  | Sofja Proswirnowa Jekaterina Jefremenkowa Jelena Serjogina Anna Wostrikowa | PEN           |
|       | USA  | Kristen Santos Corinne Stoddard Maame Biney Julie Letai                    | PEN           |

Datum: 9. und 13. Februar 2022

### Mixed

#### 2000 m Staffel
| Platz | Land | Athleten                                                                                                | Zeit (min) |
| ----- | ---- | --- | ---------- |
| 1     | CHN  | Qu Chunyu Fan Kexin Wu Dajing Ren Ziwei Zhang Yuting 1                                                  | 2:37,348   |
| 2     | ITA  | Arianna Fontana Martina Valcepina Pietro Sighel Andrea Cassinelli Arianna Valcepina 1 Yuri Confortola 1 | 2:37,364   |
| 3     | HUN  | Petra Jászapáti Zsófia Kónya Shaoang Liu Shaolin Sándor Liu John-Henry Krueger 1                        | 2:40,900   |
| 4     | NED  | Suzanne Schulting Selma Poutsma Sjinkie Knegt Jens van ’t Wout Itzhak de Laat 1 Xandra Velzeboer 1      | 2:36,966   |
| 5     | KAZ  | Jana Chan Olga Tichonowa Ädil Ghaliachmetow Denis Nikischa Absal Äschghalijew 1                         | 2:44,148   |
| 6     | CAN  | Florence Brunelle Kim Boutin Steven Dubois Jordan Pierre-Gilles Pascal Dion 1 Courtney Sarault 1        | PEN        |
| 7     | ROC  | Sofja Proswirnowa Jekaterina Jefremenkowa Semjon Jelistratow Konstantin Iwlijew                         | PEN        |
| 8     | USA  | Kristen Santos Corinne Stoddard Andrew Heo Ryan Pivirotto Maame Biney 2                                 | PEN        |

Datum: 5. Februar 2022